# Bósforo
(tr) İstanbul Boğazı

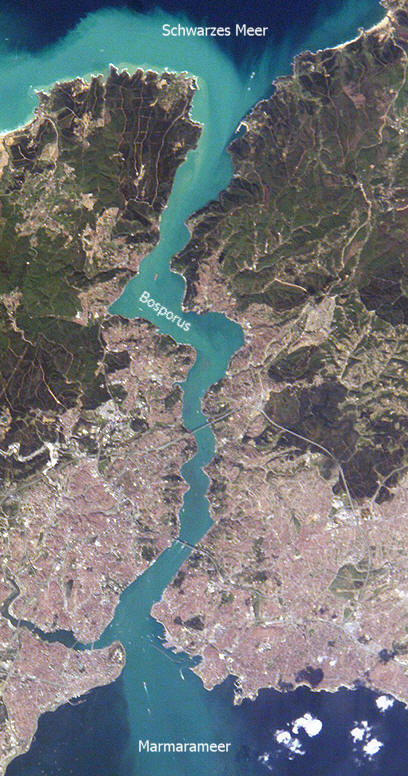
O Bósforo, a cidade de Istambul, que se situa tanto na Europa (lado esquerdo na imagem) quanto na Ásia (à direita). Em baixo, o mar de Mármara, e em cima o mar Negro.

O Bósforo (em turco: İstanbul Boğazı, em grego antigo: Βόσπορος) é um estreito que liga o mar Negro ao mar de Mármara e marca o limite dos continentes asiático e europeu na Turquia. Tem um comprimento de aproximadamente 30 km e uma largura de 550 a 3000 m. Sua profundidade varia de 36 a 124 m no meio do estreito.
Seu nome significa "passagem do boi" (de Βοῦς (boi) e πόρος (passagem) e se refere à história de Io, jovem amada por Zeus, transformada por ele em boi, e perseguida por uma mosca sugadora de sangue enviada por Hera, que ficou ciumenta ao saber que Zeus amava outras pessoas. 
As margens do estreito são densamente povoadas, como exemplifica a cidade de Istambul.
Duas pontes atravessam o estreito de Bósforo. A primeira, Ponte do Bósforo, tem 1 074 m e foi terminada em 1973.  A segunda, Ponte Fatih Sultão Mehmet, tem 1 090 m e foi terminada em 1988, mais ou menos a 5 km ao norte da primeira ponte. Marmaray, um túnel ferroviário de 13,7 km foi inaugurado em 29 de outubro de 2013. Aproximadamente 1 400 m de túnel passam sob o estreito, a uma profundidade de 55 m.

## História
Os gregos chamavam o estreito de Bósforo da Trácia, assim como chamavam o estreito de Kerch de Bósforo Cimeriano. Para aumentar a confusão também chamavam uma área perto do estreito pelo mesmo nome: o Chersonesus Trácio, conhecido nos dia de hoje como Gallipoli (em turco: Gelibolu), e o Chersonesus Cimeriano, que corresponde à península da Crimeia.
Dada a importância do estreito na defesa de Constantinopla (atual Istambul), os sultões otomanos construíram uma fortificação em cada lado dele, Anadoluhisarı (1393) e Rumelihisarı (1451). Sua importância estratégica continua alta: diversos tratados internacionais regulam a passagens de navios na área, incluindo a Convenção de Montreux para o Regime dos Estreitos Turcos, assinada em 1936.
Alguns historiadores lançaram a hipótese de que uma imensa enchente ocorrida na região por volta de 5 600 a.C. teria sido a base histórica para a história do dilúvio bíblico e da Epopeia de Gilgamesh.
No estreito do Bósforo foram travadas muitas batalhas navais, nomeadamente entre cristãos e muçulmanos.